# Björn Collinder
Björn Collinder (Sundsvall, Svédország, 1894. július 22. – Bécs, 1983. május 20.) svéd nyelvész, műfordító, finnugrista, az Uppsalai Egyetem finnugor tanszékének több mint harminc éven át vezetője, a Magyar Tudományos Akadémia tiszteleti tagja (1937).

## Élete
Tanulmányait az uppsalai egyetemen végezte, doktori értekezése 1929-ben jelent meg (Über den finnisch-lappischen Quantitätswechsel. Ein Beitrag zur finnisch-ugrischen Stufen-Wechsellehre). Ugyanabban az évben az egyetemen a finn és a lapp nyelv magántanára lett. Korábbi tanára, Karl Bernhard Wiklund halála után átvette tőle és 1933-tól 1961-ig vezette a finnugor tanszéket. Öt külföldi nyelven, köztük magyarul is beszélt, többször látogatott hazánkba. Nyugdíjas éveiben többnyire Bécsben tartózkodott, ott is hunyt el 1983-ban. Már nem élhette meg a bécsi egyetem Philologica Germanica sorozata 6. kötetének megjelenését, mellyel kilencvenedik születésnapján készültek előtte tisztelegni.

## Munkássága
Kezdetben az északi nyelvekkel: a lapp és a finn-nel, lapp nyelvjárásokkal, ezeken belül elsősorban fonetikai kérdésekkel foglalkozott. Gyűjtőutakat tett a déli lappoknál és a Luleå folyó vidékén, szógyűjteményt adott ki, tanulmányozta a lapp és egyes finnugor nyelvek szókészleti és hangtani problémáit. Lappológiai kutatásainak eredményeit több könyvben foglalta össze (Lautlehre des Waldlappischen Dialektes von Gällivare, 1938), The Lappish Dialect of Jukkasjärvi, 1939), Lapparna, (1953).
További fontos kutatási területe volt az összehasonlító uralisztika. Összevetette az uráli és az indoeurópai nyelvcsalád egyes elemeit, vizsgálta az uráli nyelveknek a jukagírral (Jukagirisch und Uralisch, 1940), valamint az altaji nyelvcsaláddal való egyezéseit (Uralaltaisch, 1952). Feltételezte, hogy az uráli és az altaji nyelvcsalád között ősi kapcsolat áll fenn, a jukagírt pedig az uráli nyelvek távoli rokonának tartotta. Ezekre a kapcsolatokra később is visszatért egy összegző könyvében (Hat das Uralische Verwandte?, 1965).
Angol nyelvű uralisztikai kézikönyv-sorozata az első nagy szintézis az uralisztikában: Fenno-Ugric Vocabulary (1955), Survey of the Uralic Languages (1957), Comparativ Grammar of the Uralic Languages (1960).
Tudományos munkásságának fontos részét képezik általános nyelvészeti kézikönyvei: Introduktion i sprakvetenskapen (1941), Spraket (1959). Sok tanulmánya jelent meg a finn és a lapp irodalom tárgyköréből. Fordítói munkásságának kiemelkedő teljesítménye a Kalevala átültetése svéd nyelvre (1949).
Számos elismerésben részesült, több tudományos társaság tiszteleti tagjául választotta. A Magyar Tudományos Akadémiának 1937-től, a Nemzetközi Magyar Filológiai Társaságnak 1977-től volt tiszteleti tagja.